# سرخس پنج‌ریشه
سرخس پنج‌ریشه (نام علمی: Pentarhizidium) نام یک سرده از راسته بسپایک‌سانان است.